# Parafia Świętych Apostołów Piotra i Pawła w Policach
Parafia pw. Świętych Apostołów Piotra i Pawła w Policach – parafia należąca do dekanatu Police, archidiecezji szczecińsko-kamieńskiej, metropolii szczecińsko-kamieńskiej Kościoła rzymskokatolickiego. Parafia obejmuje część miasta Police - dzielnicę Jasienica. Jest najstarszą w mieście. Mieści się przy ulicy Kościelnej